# Upper Langwith
Upper Langwith – wieś w Anglii, w hrabstwie Derbyshire, w dystrykcie Bolsover, w civil parish Langwith. Leży 5 km od miasta Bolsover. W 1931 roku civil parish liczyła 2416 mieszkańców.